# Visar Bekaj
Visar Bekaj (Pristina, 24 maggio 1997) è un calciatore kosovaro, portiere dell'Hatayspor e della nazionale kosovara.

## Carriera

### Club
Cresciuto nelle giovanili della squadra kosovara del Prishtina. Il 29 agosto 2020 viene acquistato a titolo definitivo per 50.000 euro dalla squadra albanese del Tirana. Nel 2023 si trasferisce in Turchia all'Hatayspor.

### Nazionale
Debutta con la maglia della nazionale kosovara Under-21 il 25 marzo 2017 nella partita valida per le qualificazioni all'Europeo 2019, persa per 1-0 contro l'Irlanda.
Nel 2020 ha esordito in nazionale maggiore.

## Statistiche

### Presenze e reti nei club
Statistiche aggiornate al 30 aprile 2023.
| Stagione         | Squadra          | Campionato       | Campionato | Campionato | Coppe nazionali | Coppe nazionali | Coppe nazionali | Coppe continentali | Coppe continentali | Coppe continentali | Altre coppe | Altre coppe | Altre coppe | Totale | Totale | Totale |
| Stagione         | Squadra          | Comp             | Pres       | Reti       | Comp            | Pres            | Reti            | Comp               | Pres               | Reti               | Comp        | Pres        | Reti        | Pres   | Reti   |        |
| ---------------- | ---------------- | ---------------- | ---------- | ---------- | --------------- | --------------- | --------------- | ------------------ | ------------------ | ------------------ | ----------- | ----------- | ----------- | ------ | ------ | ------ |
| 2014-2015        | Prishtina        | SL               | 0          | 0          | CK              | 0               | 0               | -                  | -                  | -                  | -           | -           | -           | 0      | 0      |        |
| 2015-2016        | Prishtina        | SL               | 5          | -6         | CK              | 3               | -2              | -                  | -                  | -                  | SK          | 0           | 0           | 8      | -8     |        |
| 2016-2017        | Prishtina        | SL               | 3          | -4         | CK              | 0               | 0               | -                  | -                  | -                  | -           | -           | -           | 3      | -4     |        |
| 2017-2018        | Prishtina        | SL               | 30         | -17        | CK              | 4               | -3              | -                  | -                  | -                  | SK          | 1           | -2          | 35     | -22    |        |
| 2018-2019        | Prishtina        | SL               | 31         | -11        | CK              | 1               | 0               | UEL                | 4                  | -1                 | -           | -           | -           | 36     | -12    |        |
| 2019-2020        | Prishtina        | SL               | 28         | -18        | CK              | 3               | -1              | UEL                | 2                  | -3                 | -           | -           | -           | 33     | -22    |        |
| Totale Prishtina | Totale Prishtina | Totale Prishtina | 97         | -56        |                 | 11              | -6              |                    | 6                  | -4                 |             | 1           | -2          | 115    | -68    |        |
| 2020-2021        | Tirana           | KS               | 35         | -25        | CA              | 1               | -1              | UCL+UEL            | 0+1                | -3                 | SA          | 0           | 0           | 37     | -29    |        |
| 2021-2022        | Tirana           | KS               | 34         | -22        | CA              | 3               | -2              | -                  | -                  | -                  | -           | -           | -           | 37     | -24    |        |
| 2022-2023        | Tirana           | KS               | 31         | -26        | CA              | 3               | -1              | UCL+UECL           | 2+2                | -3 + -4            | SA          | 1           | -2          | 39     | -36    |        |
| Totale Tirana    | Totale Tirana    | Totale Tirana    | 100        | -73        |                 | 7               | -4              |                    | 5                  | -10                |             | 1           | -2          | 113    | -89    |        |
| Totale carriera  | Totale carriera  | Totale carriera  | 197        | -129       |                 | 18              | -10             |                    | 11                 | -14                |             | 2           | -4          | 228    | -157   |        |

### Cronologia presenze e reti in nazionale
| Cronologia completa delle presenze e delle reti in nazionale ― Kosovo | Cronologia completa delle presenze e delle reti in nazionale ― Kosovo | Cronologia completa delle presenze e delle reti in nazionale ― Kosovo | Cronologia completa delle presenze e delle reti in nazionale ― Kosovo | Cronologia completa delle presenze e delle reti in nazionale ― Kosovo | Cronologia completa delle presenze e delle reti in nazionale ― Kosovo | Cronologia completa delle presenze e delle reti in nazionale ― Kosovo | Cronologia completa delle presenze e delle reti in nazionale ― Kosovo |
| Data                                                                  | Città                                                                 | In casa                                                               | Risultato                                                             | Ospiti                                                                | Competizione                                                          | Reti                                                                  | Note                                                                  |
| --------------------------------------------------------------------- | --------------------------------------------------------------------- | --------------------------------------------------------------------- | --------------------------------------------------------------------- | --------------------------------------------------------------------- | --------------------------------------------------------------------- | --------------------------------------------------------------------- | --------------------------------------------------------------------- |
| 12-1-2020                                                             | Doha                                                                  | Kosovo                                                                | 0 – 1                                                                 | Svezia                                                                | Amichevole                                                            | -1                                                                    |                                                                       |
| 4-6-2021                                                              | Klagenfurt am Wörthersee                                              | Malta                                                                 | 1 – 2                                                                 | Kosovo                                                                | Amichevole                                                            | -1                                                                    |                                                                       |
| 8-6-2021                                                              | Manavgat                                                              | Kosovo                                                                | 1 – 2                                                                 | Guinea                                                                | Amichevole                                                            | -2                                                                    | cap.                                                                  |
| 16-11-2022                                                            | Pristina                                                              | Kosovo                                                                | 2 – 2                                                                 | Armenia                                                               | Amichevole                                                            | -2                                                                    | cap.                                                                  |
| 18-11-2023                                                            | Basilea                                                               | Svizzera                                                              | 1 – 1                                                                 | Kosovo                                                                | Qual. Euro 2024                                                       | -1                                                                    |                                                                       |
| 21-11-2023                                                            | Pristina                                                              | Kosovo                                                                | 0 – 1                                                                 | Bielorussia                                                           | Qual. Euro 2024                                                       | -1                                                                    |                                                                       |
| 5-6-2024                                                              | Oslo                                                                  | Norvegia                                                              | 3 – 0                                                                 | Kosovo                                                                | Amichevole                                                            | -3                                                                    |                                                                       |
| 9-9-2024                                                              | Larnaca                                                               | Cipro                                                                 | 0 – 4                                                                 | Kosovo                                                                | UEFA Nations League 2024-2025 - 1º turno                              | -                                                                     |                                                                       |
| Totale                                                                |                                                                       | Presenze                                                              | 8                                                                     |                                                                       | Reti                                                                  | -11                                                                   |                                                                       |

| Cronologia completa delle presenze e delle reti in nazionale ― Kosovo under 21 | Cronologia completa delle presenze e delle reti in nazionale ― Kosovo under 21 | Cronologia completa delle presenze e delle reti in nazionale ― Kosovo under 21 | Cronologia completa delle presenze e delle reti in nazionale ― Kosovo under 21 | Cronologia completa delle presenze e delle reti in nazionale ― Kosovo under 21 | Cronologia completa delle presenze e delle reti in nazionale ― Kosovo under 21 | Cronologia completa delle presenze e delle reti in nazionale ― Kosovo under 21 | Cronologia completa delle presenze e delle reti in nazionale ― Kosovo under 21 |
| Data                                                                           | Città                                                                          | In casa                                                                        | Risultato                                                                      | Ospiti                                                                         | Competizione                                                                   | Reti                                                                           | Note                                                                           |
| ------------------------------------------------------------------------------ | ------------------------------------------------------------------------------ | ------------------------------------------------------------------------------ | ------------------------------------------------------------------------------ | ------------------------------------------------------------------------------ | ------------------------------------------------------------------------------ | ------------------------------------------------------------------------------ | ------------------------------------------------------------------------------ |
| 25-3-2017                                                                      | Dublino                                                                        | Irlanda under 21                                                               | 1 – 0                                                                          | Kosovo under 21                                                                | Qual. Europeo Under-21 2019                                                    | -1                                                                             |                                                                                |
| 12-6-2017                                                                      | Drammen                                                                        | Norvegia under 21                                                              | 0 – 3 tav                                                                      | Kosovo under 21                                                                | Qual. Europeo Under-21 2019                                                    | -                                                                              |                                                                                |
| 9-11-2017                                                                      | Kosovska Mitrovica                                                             | Kosovo under 21                                                                | 0 – 4                                                                          | Israele under 21                                                               | Qual. Europeo Under-21 2019                                                    | -4                                                                             |                                                                                |
| Totale                                                                         |                                                                                | Presenze                                                                       | 3                                                                              |                                                                                | Reti                                                                           | -5                                                                             |                                                                                |

## Palmarès

### Club

#### Competizioni nazionali
- Campionato albanese: 1

Tirana: 2021-2022
- Supercoppa d'Albania: 1

Tirana: 2022